# Bus à haut niveau de service de Saint-Brieuc
Pour les articles homonymes, voir Teo.
Pour un article plus général, voir Transports urbains briochins.
TEO (Transport Est-Ouest) est l'appellation d'une future ligne de bus à haut niveau de service (BHNS) de la ville de Saint-Brieuc, dont la mise en service était prévue pour 2020. Sa date d'ouverture officielle a été reportée à la suite de nombreux retards de travaux. TEO est prévue d'être exploitée par la SPL Baie d'Armor Transports, exploitant du réseau TUB auquel la ligne sera intégrée. Son tracé sera d'environ huit kilomètres de long pour 21 stations et sera accompagné de deux parcs relais.

## Présentation
Traversant la ville d'Est en Ouest et passant par le centre-ville, TEO sera la « colonne vertébrale » du réseau TUB. Grâce à des couloirs réservés, la priorité aux feux aux carrefours, TEO permettra aux bus de ne pas subir les ralentissements de la circulation et donc de gagner en temps, vitesse, régularité et fréquence et ainsi d'améliorer les déplacements.
TEO mise aussi sur l'information aux voyageurs dans les bus, les stations, mais aussi sur les téléphones mobiles via une future page internet dédiée. Elle mise également sur le confort et l'accessibilité.
L'espace de partage entre les bus, voitures et piétons est également étudié. Toute la voirie est réaménagée pour pouvoir à chacun de circuler librement avec un plan de circulation simplifié et apaisé. Le parcours sera principalement en zone 30 et limité à 20 km/h pour les zones de rencontre.
Au niveau végétation, un total de 437 arbres ont été abattus le long des axes afin de modifier le profil des rues qui était parfois nécessaire afin de donner plus de place aux piétons, vélos et bus. Cependant, 502 auront été plantés à l'issue de l'opération.

## Historique

### Contexte
La mise en place du bus à haut niveau de service a été défini dans le plan de déplacements urbains (PDU) établi à partir de 2003 et voté en 2006 dans lequel est présenté un axe Est-Ouest avec un potentiel de près de 10 000 voyageurs par jour,. Sa mise en place s'inscrit dans le cadre de l'ouverture de la LGV Bretagne-Pays de la Loire en 2017 qui permet de relier Saint-Brieuc à Paris en seulement 2 h 10. L'arrivée du TGV à fait augmenter la fréquentation de la gare d'environ 60 %, elle a été réaménagée en conséquence et est intégrée au sein d'un pôle d'échanges multimodal. La ligne s'inscrit aussi dans les projets d'aménagements de la ville, dont la plupart seront desservis par TEO : l'aménagement du campus universitaire Mazier, les projets de rénovation urbaine menés par l'ANRU dans les quartiers Europe - Ginglin - Balzac et de la Cité Waron et les ZAC de la gare et des Plaines Villes dans lesquelles seront construits de nouveaux logements et commerces, ce dernier étant de plus un réaménagement d'une ancienne friche industrielle qui accueillait autrefois l'aéroport de Saint-Brieuc, aujourd'hui situé à Trémuson,.

### Phasage des travaux

#### Phase 1

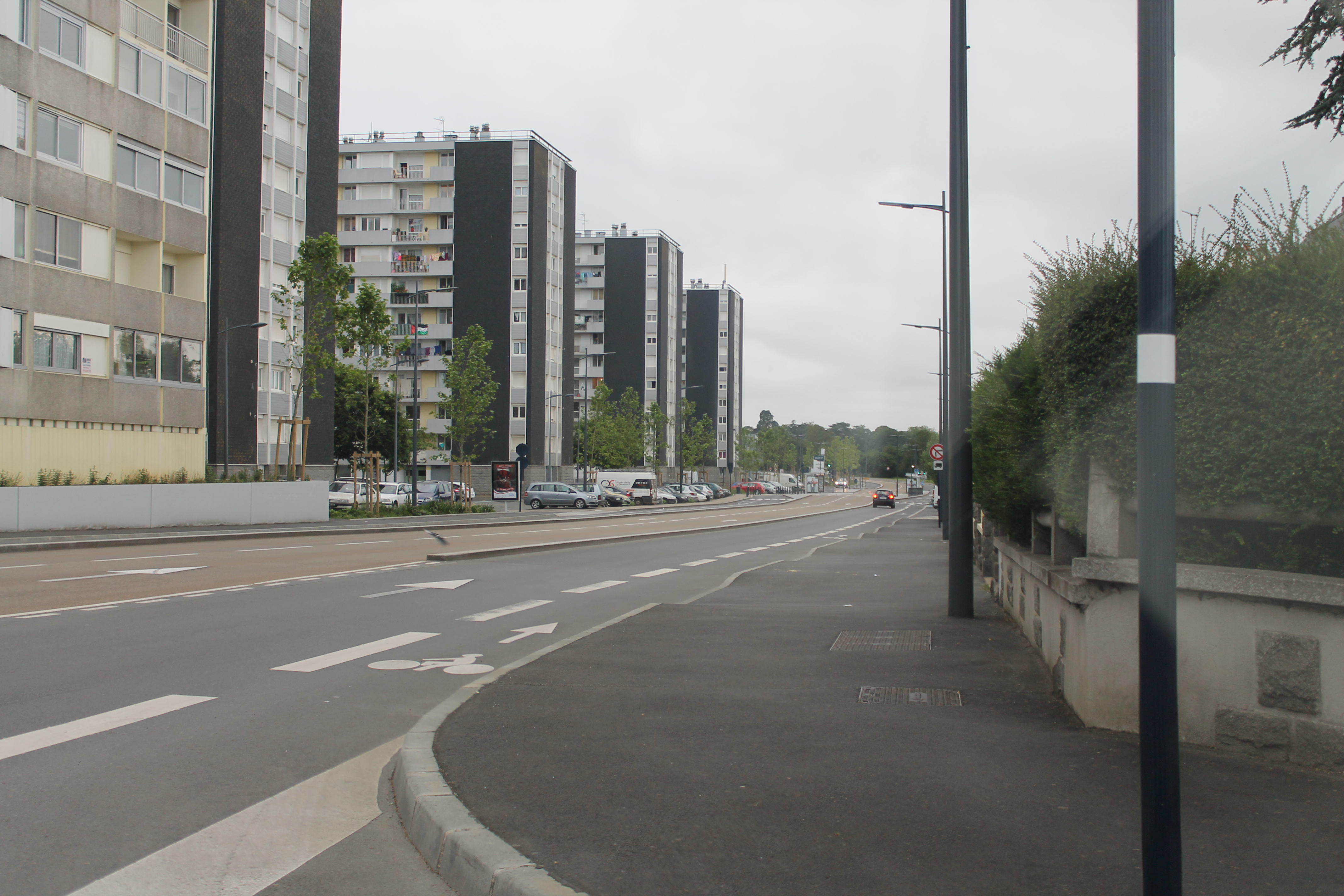
Les voies de TEO, vers l'arrêt Balzac.

La première phase des aménagements (Pont d'Armor — Place de la Cité) a été réalisée au cours des années 2013 et 2014 et mis en service fin 2014 entre les stations « Massignon » et « Université », soit un tronçon de 1,1 km de long correspondant au premier tronçon de la section de 3,5 km en site propre et est principalement utilisé depuis par les lignes TUB A et C et BreizhGo 1,,,.
Chronologie de la phase 1, :
- 2011 : concertation, prise en compte des demandes ;
- 17 mai 2011 : réunion publique ;
- du 8 juin 2012 au 13 juillet 2012 : enquête publique ;
- de 2012 à 2013 : travaux préparatoires ;
- de septembre 2013 à novembre 2014 : travaux de construction, d'une durée de 14 mois ;
- 12 novembre 2014 : mise en service.

Cette phase a permis la création de 750 m de pistes cyclables et la vitesse des voitures a été limitée à 30 km/h. Sa construction a été perturbée par la découverte d'amiante dans la chaussée de la rue Balzac, modifiant le calendrier des travaux afin de permettre le retrait des matériaux dangereux sur une centaine de mètres durant la première semaine du mois de mai 2014,.
Les travaux de la phase 1 ont aussi eu un impact sur les commerçants le long de la ligne certains ayant craint pour la survie de leur commerce, d'autres regrettant que les aménagements de TEO fassent fuir la clientèle composée en grande partie d'automobilistes de passage.

#### Phase 2

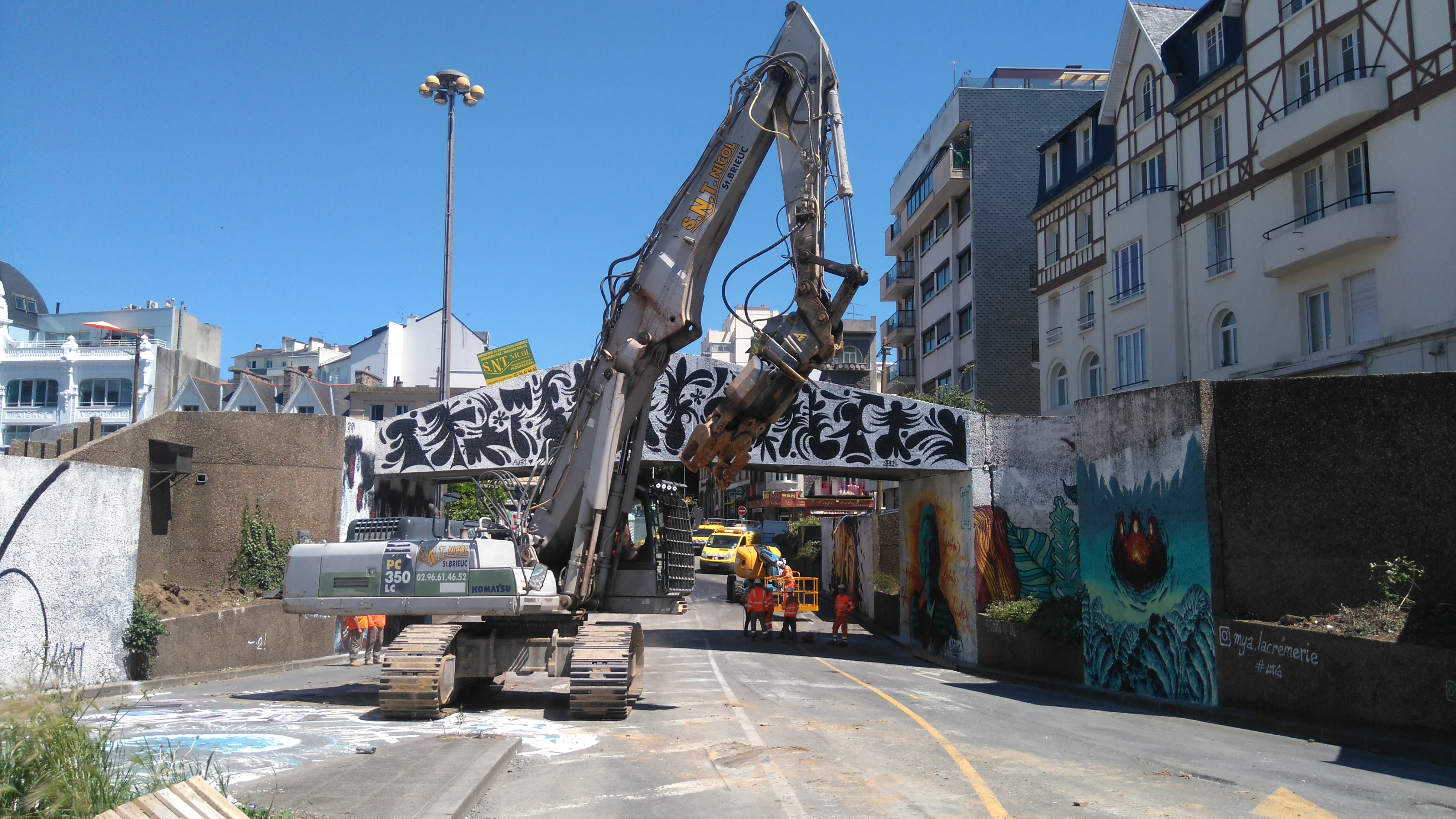
Destruction du Chapeau de Napoléon.

La deuxième phase des aménagements (Croix Mathias — Pont d'Armor) a été réalisée entre 2016 et 2018 entre les stations « Croix Mathias » et « Massignon »,. Il s'agit du tronçon central long de 2,4 km desservant le centre-ville et le deuxième et dernier tronçon du site propre de 3,5 km de long. Cette phase est marquée par la réalisation du pôle d'échanges multimodal de la gare et le réaménagement de la place Du Guesclin qui verra son « Chapeau de Napoléon » supprimé. Cette "trémie routière" passant sous la place est surmontée d'un pont dont la forme des murets rappelle celle de ce chapeau. La place a été entièrement remise à niveau,.
Cette phase a été réalisée par le cabinet lyonnais Egis associé aux architectes briochins du groupement Nunc qui ont été choisis le 29 janvier 2016. Cette phase était la plus sensible du projet car elle a eu un impact direct sur le centre-ville et dès 2014, des inquiétudes se sont fait sentir sur la capacité à réaliser le projet jusqu'à son terme, l'ancien maire de Saint-Brieuc et président de Saint-Brieuc Armor Agglomération Bruno Joncour estimant que « ce serait irresponsable de ne pas le finir, car c'est un projet global ». À l'instar de la phase 1 avec la rue Balzac, un désamiantage d'une partie de la chaussée du boulevard Charner a été effectué. Concernant la végétation, 113 arbres ont été abattus et 175 ont ensuite été plantés ; il y a donc 62 arbres en plus.
Chronologie de la phase 2, :
- 1er février 2016 : réunion publique ;
- de mars 2016 à novembre 2016 : concertation, co-construction puis finalisation de l'avant-projet qui est soumis à enquête publique ;
- de février 2017 à fin 2017 : travaux préparatoires[20],[21] ;
- d'avril 2018 à l'été 2019 : travaux de construction[22] ;
- 30 juillet 2019 : mise en service[23].

#### Phase 3

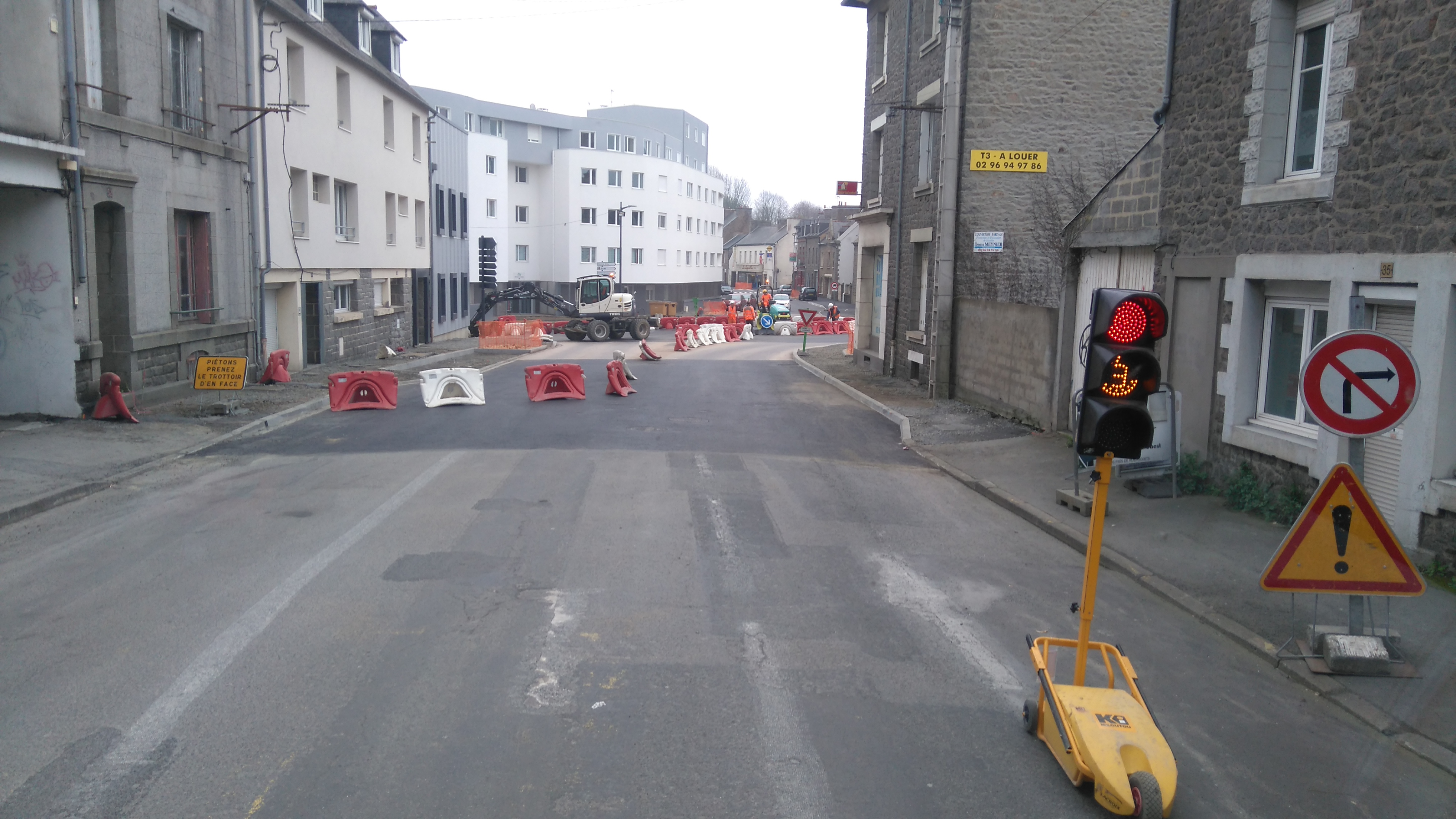
Rond-point de la Corderie en travaux en 2018.

La troisième et dernière phase des aménagements est découpée en deux secteurs correspondant aux deux extrémités de la ligne (Les Plaines Villes — Croix Mathias et Place de la Cité — Chaptal) et est réalisée depuis 2019. Il s'agit d'aménager les tronçons qui ne sont pas aménagés en site propre, mais qui disposeront toutefois de couloirs d'approche en amont des carrefours, ainsi que les parcs relais,. L'aménagement de l'extrémité Ouest de la ligne dépendra aussi de l'état d'avancement de la ZAC des Plaines Villes.
Les premiers travaux préparatoires ont commencés en novembre 2015 par le remplacement des canalisations et la déviation des réseaux de la rue de la Corderie, et se sont poursuivis jusqu'en mars 2016. Des travaux d'aménagements ont commencés à la rentrée 2016 par la démolition d'une ancienne ferme dans l'angle des rue de la Corderie et boulevard de la Tour d'Auvergne réaménagé en un parking d'une quinzaine de place et la construction d'un carrefour giratoire remplacent des feux tricolores. Les aménagements de la rue de la Corderie ont été terminé durant l'année 2021.
Pour le boulevard de la Tour d'Auvergne, des travaux de restauration des canalisations a débuté fin octobre 2019 et s'est terminé début 2021. Durant les vacances de la Toussaint 2020, les 85 arbres du boulevard Laënnec sont abattus. La route, quant à elle, a fini d'être aménagée au début 2022. Le pont SNCF de la rue Pierre Semard a également profité d'une remise en forme et de sécurisation, notamment à la suite d'un accident de la circulation en mai 2021 ou une partie du parapet a été détruit.
Concernant les rue Théodule Ribot et boulevard de l'Atlantique, des travaux préparatoires avec marquages aux sols a commencé depuis mi-août 2022,
Chronologie de la phase 3 :
- novembre 2015 à mars 2016 : travaux post-préparatoires[25] ;
- septembre 2016 à mai 2018 : travaux d'aménagement ;
- Depuis octobre 2019 : travaux préparatoires[32] ;
- Depuis fin 2020 : travaux de construction.

### Aménagements annexes
L'aménagement de TEO sera accompagnée d'aménagements urbains tout autour de la ligne, qui restent à définir. L'agglomération a décidé de mettre en place au cours de l'année 2016 une cartographie interactive dite « Carticipe », pour sonder via internet la population afin qu'ils puissent proposer des aménagements (pistes cyclables, places de stationnement pour les camions de livraisons...). Ce système est mis en place par le maître d'œuvre du projet, la société « Repérage urbain », a déjà été utilisé dans d'autres villes comme à Grenoble ou Strasbourg. La mise en place de système fait suite à un constat des élus locaux comme quoi les réunions publiques de concertations déplacent peu de monde, particulièrement les jeunes. Cette cartographie interactive est remise en place fin 2019 pour la phase 3 des travaux. Un exemple d'un aménagement annexe est, le pont SNCF de la rue Pierre Semard qui a profité d'une remise en forme et de sécurisation, notamment à la suite d'un accident de la circulation en mai 2021 ou une partie du parapet a été détruit et la proposition d'un nettoyage via le site de la carte interactive « Carticipe ». En 2022, cette carte change de dénomination et devient « Débatomap ».

### Coût et financement
Le projet est estimé à 51 millions d'euros dont 6,79 millions pour la phase 1 ouverte fin-2014 et 24 millions pour la partie desservant le centre-ville ; 9,5 millions d'euros sont financés par les partenaires du projet, : l'État via l'ANRU, l'union européenne via le FEDER et la région Bretagne.
Ces 9,5 millions d'euros proviennent, en détail, de :
- l'État à hauteur de 3 531 261 euros ;
- le FEDER à hauteur de 2 494 000 euros, dont une prévision de 2 millions pour le tronçon centre-ville ;
- la région Bretagne à hauteur de 1 507 077 euros.

Les autres recettes proviennent du versement transport.

### Incidents liés aux travaux

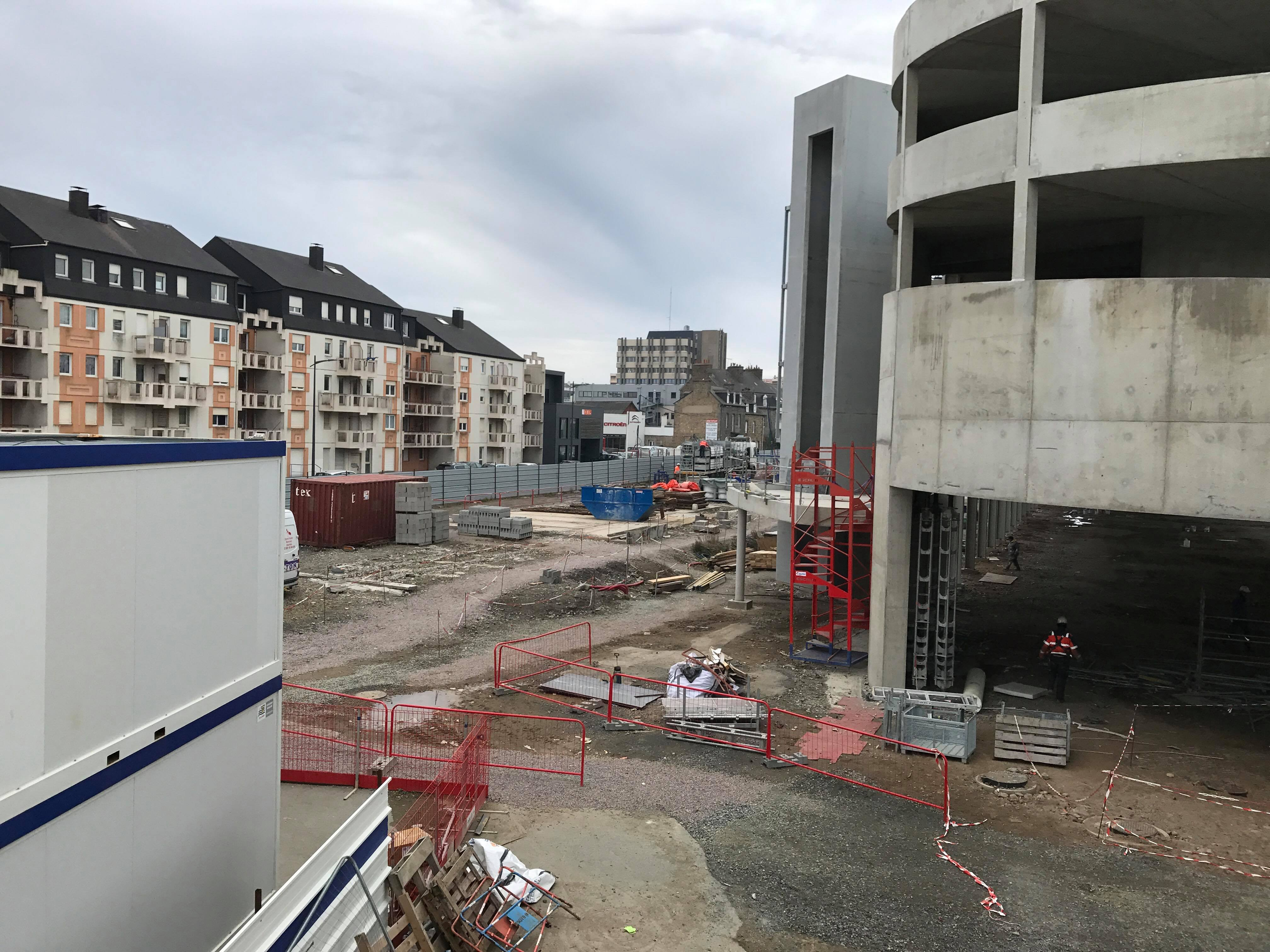
Travaux du Pôle d'échanges multimodal, boulevard Carnot.

Le 2 mars 2017, à cause d'une conduite de gaz accidentellement percée, les rues du Vieux-Séminaire et Kléber ont été partiellement bloquées à la circulation, ainsi qu'aux piétons.
Le 3 mars, une grenade datant de la Seconde Guerre mondiale a été découverte sur les travaux des canalisations d’eaux pluviales boulevard Carnot, au sud de la gare SNCF. Des démineurs de Brest l’ont neutralisée la même journée.
Le 16 mars, sur le chantier de l'avenue de la Libération, les travaux liés aux remplacement des tuyaux des écoulements des eaux ont occasionné une fuite d’eau qui a engendré une coupure d’eau touchant plusieurs habitants du centre-ville.
Le 23 mars, une importante fuite de gaz s’est produite boulevard Carnot sur le chantier de réfection des réseaux. Environ 870 personnes auront été privés de gaz.
Le 26 juillet, un câble électrique a été sectionné dans le secteur des rues Combat-des-Trente et Clemenceau. 2 700 habitants et commerçants du centre-ville seront sans courant.
Le 9 octobre, une troisième fuite du gaz se produit sur les chantiers préparatoires. Un ouvrier heurte accidentellement avec sa pelleteuse, le branchement d'une conduite boulevard Charner.

## Tracé et stations

### Tracé
TEO reliera le quartier de Cesson à l'Est de Saint-Brieuc et le quartier de Chaptal à celui des Plaines Villes à l'Ouest. Il desservira les quartiers Ginglin, Europe, Balzac, le centre-ville et le pôle d'échanges multimodal de la gare et le quartier des Villages avant de rejoindre les Plaines Villes. Le tracé correspond globalement à celui de la ligne de bus A existante.
Deux parcs relais seront construits à la fin des travaux de la phase 3 : à l'Est à côté du lycée Chaptal avec 98 places et à l'Ouest dans la zone des Plaines Villes avec 107 places. Ce dernier pourra être agrandi pour atteindre 200 places si des besoins sont constatés[réf. nécessaire].
| P+R Avenir P+R Plaines Villes |

#### Itinéraire
L'itinéraire est décrit d'Est en Ouest.
La ligne partira de la rue Jules Verne, empruntera la rue des Ligneries puis la rue Roger Vercel, elle remontera la rue de la Manche, le boulevard Saint-Jean Baptiste de la Salle où elle dessert le Lycée Sacré-Cœur, elle se dirige ensuite rue Octave Louis Aubert puis rue Mathurin Méheut, pour enfin arriver rue de l'Avenir qui accueillera à proximité un des deux parcs relais. La ligne passe devant le lycée Chaptal puis s'engage sur la courte rue de la Solidarité. On arrive sur le tronçon ouvert fin-2014 en arrivant place de la Cité, où elle dessert le Campus Mazier, la ligne bifurque à gauche pour emprunter l'avenue Antoine Mazier, on franchit la route nationale 12 par un pont, qui nécessite pour les bus de se réintégrer dans la circulation générale, car le pont ne dispose pas de voies réservées, puis on s'engage sur la rue Balzac en passant devant la piscine Aquaval, puis les voies se séparent pour contourner la trémie prolongeant la rue sous le carrefour avec l'avenue d'Armor. Elle continue sur le pont d'Armor puis boulevard Sévigné et arrivée place Duguesclin. La ligne tourne ensuite sur la droite et arrive face au centre commercial Les Champs via la rue du 71e régiment d'infanterie, puis tourne à gauche pour s'engager rue de la gare qui, comme son nom l'indique, permet de rejoindre celle-ci. Arrivée à hauteur cette dernière, la ligne marquera un virage à droite pour bifurquer sur le boulevard Charner, passe devant la gare et le pôle d'échanges multimodal, puis arrivée au carrefour giratoire quitte la section en site propre et bifurque à droite boulevard Laennec, passera devant le lycée Marie-Balavenne, puis tournera à droite sur le boulevard de La Tour d'Auvergne. Arrivée au bout du boulevard, la ligne tournera à gauche pour bifurquer sur la rue de la Corderie, puis par ses prolongements, la rue Théodule Ribot puis le boulevard de l'Atlantique qu'elle suivra jusqu'au giratoire donnant sur la rue de Guernesey. Après avoir traversé la rue de Guernesey la ligne bifurque sur l'Avenue des Plaines-Villes sur la commune de Ploufragan qu'elle ne quittera plus ; elle passera devant les bureaux de la Caisse d'allocations familiales des Côtes-d'Armor puis fera demi-tour au giratoire à l'embranchement de la rocade pour finalement rejoindre son terminus, situé approximativement à l'emplacement de l'ancienne piste de l'aéroport. ; elle longera l'emplacement du futur parc relais.

#### Site propre

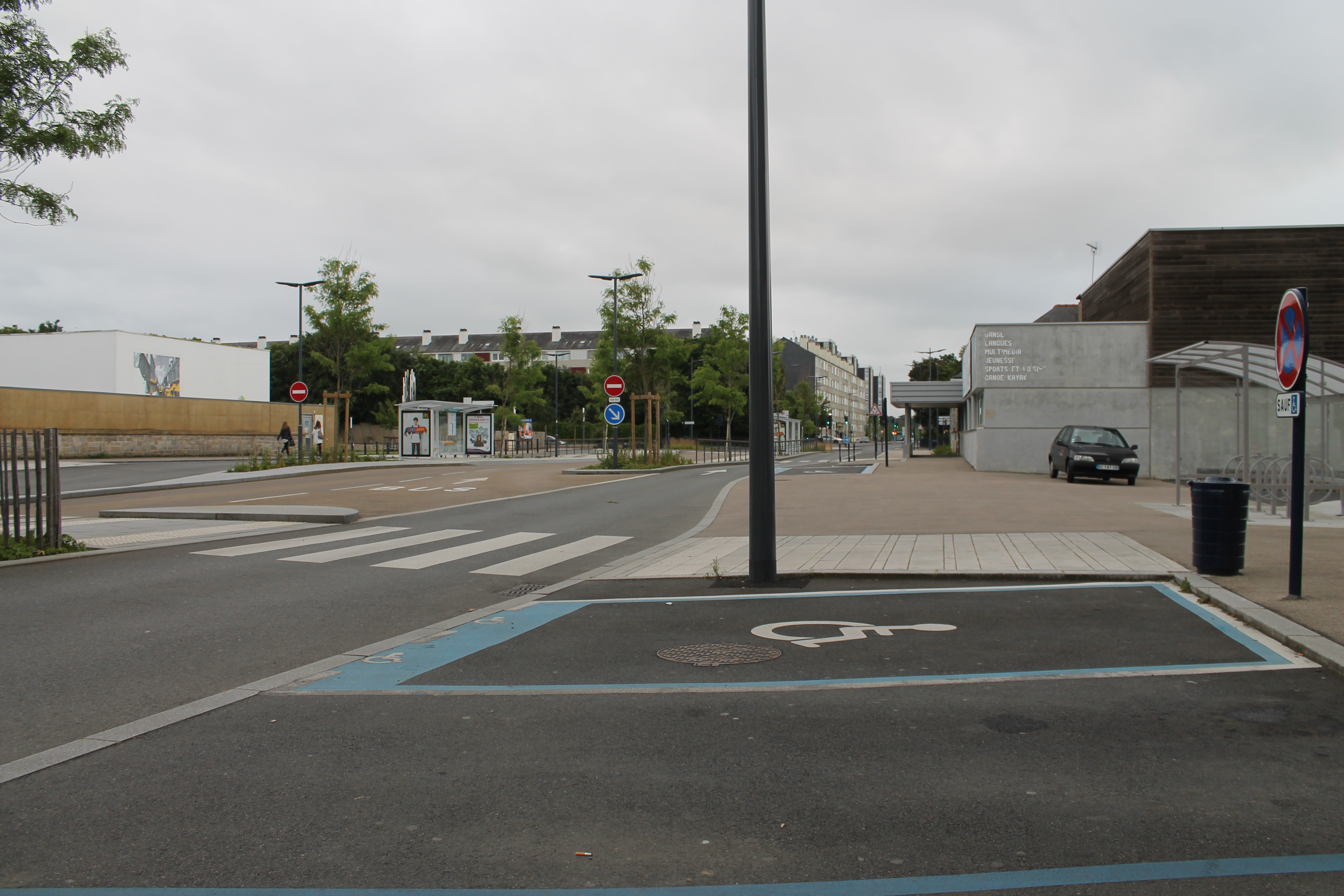
Une partie du tronçon du site propre TEO, vers l'arrêt Pôle universitaire.

Sur les 9 km que comptera la ligne, 3,5 km seront en site propre, entre le centre-ville et le campus universitaire. Ces aménagements ont pour but d'augmenter la vitesse commerciale des bus et garantir un gain de temps puisque leur circulation n'est pas ralentie par le trafic des autres véhicules. En effet, quand les voitures sont immobilisées ou fortement ralenties par un embouteillage sur la voirie normale, le bus continue de circuler, ce qui le rend très attractif. L'existence d'un site propre permet également d'augmenter significativement les fréquences de passage pour se rapprocher au mieux du tramway (fréquences, qualité de service...), pour un coût moindre.
La chaussée du site propre sera réalisée au niveau des stations selon un procédé utilisé pour la première fois en région Bretagne : la chaussée repose su'une structure en acier en « nid d'abeilles » fixée au sol badigeonnée d'une émulsion de bitume puis recouverte de 5 cm d'enrobé. Ce procédé a pour objectif de limiter les déformations de la chaussée qui est très sollicitée au niveau des stations en raison des nombreux freinages, arrêts et accélérations des bus, le projet prévoyant un bus toutes les dix minutes empruntant le site propre.

### Stations

#### Liste des stations
|  |   |  | Stations                                       | Lat/Long                    | Communes   | Passage des TUB                                                                       | Passage des BzhGo | Notes                                    |
|  | - |  | ---------------------------------------------- | --------------------------- | ---------- | ------------------------------------------------------------------------------------- | ----------------- | ---------------------------------------- |
|  |   |  |                                                |                             |            |                                                                                       |                   |                                          |
|  | ■ |  | Cesson République                              | 48° 31′ 16″ N, 2° 43′ 53″ O | St-Brieuc  | A ; E ; M1 ; N1 ; DF1                                                                 | —                 | 1/2 bus en journée                       |
|  | • |  | Ligneries                                      | 48° 31′ 23″ N, 2° 43′ 54″ O | St-Brieuc  | A ; M1 ; N1 ; DF1                                                                     | —                 | 1/2 bus en journée                       |
|  | • |  | Roger Vercel                                   | 48° 31′ 26″ N, 2° 44′ 03″ O | St-Brieuc  | A ; M1 ; N1 ; DF1                                                                     | —                 | 1/2 bus en journée                       |
|  | • |  | Ville Bastard                                  | 48° 31′ 21″ N, 2° 44′ 07″ O | St-Brieuc  | A ; M1 ; N1 ; DF1                                                                     | —                 | 1/2 bus en journée                       |
|  | • |  | St-Malo                                        | 48° 31′ 13″ N, 2° 44′ 08″ O | St-Brieuc  | A ; M1 ; N1 ; DF1                                                                     | —                 | 1/2 bus en journée                       |
|  | • |  | Sacré-Cœur                                     | 48° 31′ 08″ N, 2° 44′ 17″ O | St-Brieuc  | A ; M1 ; N1 ; DF1 ; DF3                                                               | —                 | 1/2 bus en journée                       |
|  | • |  | Lisbonne                                       | 48° 31′ 00″ N, 2° 44′ 26″ O | St-Brieuc  | A                                                                                     | —                 | 1/2 bus en journée                       |
|  | ■ |  | Terminus Est - Parking Relais-Avenir           | 48° 30′ 53″ N, 2° 44′ 12″ O | St-Brieuc  | A ; 70 ; DF1 ; DF3                                                                    | —                 |                                          |
|  | • |  | Pôle universitaire                             | 48° 30′ 51″ N, 2° 44′ 30″ O | St-Brieuc  | A ; 70 ; M4 ; DF1 ; DF3                                                               | —                 |                                          |
|  | • |  | Balzac                                         | 48° 30′ 51″ N, 2° 44′ 48″ O | St-Brieuc  | A ; C ; 70 ; 10 ; 40 ; R ; M1 ; M3 ; M4 ; N1 ; DF1 ; DF3                              | —                 |                                          |
|  | • |  | Massignon                                      | 48° 30′ 46″ N, 2° 45′ 05″ O | St-Brieuc  | A ; C ; 10 ; 40 ; R ; M1 ; M3 ; M4 ; N1 ; DF1 ; DF3                                   | —                 |                                          |
|  | • |  | Palais de Justice                              | 48° 30′ 44″ N, 2° 45′ 25″ O | St-Brieuc  | A ; C ; 40 ; R ; M1 ; M3 ; M4 ; N1 ; N3 ; DF1 ; DF3                                   | —                 |                                          |
|  | O |  | Les Champs                                     | 48° 30′ 40″ N, 2° 45′ 39″ O | St-Brieuc  | A ; B ; C ; E ; 40 ; NCV ; R ; M1 ; M2 ; M3 ; M4 ; N1 ; N2 ; N3 ; DF1 ; DF2 ; DF3     | 1                 |                                          |
|  | O |  | Gare Centre                                    | 48° 30′ 29″ N, 2° 45′ 55″ O | St-Brieuc  | A ; B ; C ; D ; E ; 40 ; 130 ; R ; M1 ; M2 ; M3 ; M4 ; N1 ; N2 ; N3 ; DF1 ; DF2 ; DF3 | 1 ; 2 ; 4 ; NS    |                                          |
|  | • |  | Croix Mathias                                  | 48° 30′ 32″ N, 2° 46′ 18″ O | St-Brieuc  | A ; B ; E ; M1 ; M2 ; M4 ; N1 ; N2 ; DF1 ; DF2 ; DF3                                  | —                 | Ligne 60 n'utilise pas l'infrastructure. |
|  | • |  | Laennec                                        | 48° 30′ 42″ N, 2° 46′ 30″ O | St-Brieuc  | A ; E ; M1 ; M4 ; N1 ; DF1 ; DF3                                                      | 6                 |                                          |
|  | • |  | Tour d'Auvergne                                | 48° 30′ 54″ N, 2° 46′ 26″ O | St-Brieuc  | A ; M1 ; M4 ; N1 ; DF1 ; DF3                                                          | —                 |                                          |
|  | • |  | St-Jouan                                       | 48° 31′ 03″ N, 2° 46′ 44″ O | St-Brieuc  | A ; 130 ; M1 ; M4 ; N1 ; DF1                                                          | 6                 |                                          |
|  | • |  | Théodule Ribot                                 | 48° 31′ 08″ N, 2° 47′ 05″ O | St-Brieuc  | A ; 130 ; M1 ; M4 ; N1 ; DF1                                                          | —                 |                                          |
|  | ■ |  | Les Villages                                   | 48° 31′ 10″ N, 2° 47′ 26″ O | St-Brieuc  | A ; E ; 130 ; M1 ; M4 ; N1 ; DF1                                                      | 6                 |                                          |
|  | • |  | Bien Assis                                     | 48° 31′ 05″ N, 2° 47′ 54″ O | St-Brieuc  | E ; 60 ; 130                                                                          | —                 | 1/2 bus en journée                       |
|  | • |  | Guernesey                                      | 48° 30′ 54″ N, 2° 47′ 57″ O | St-Brieuc  | E                                                                                     | —                 | 1/2 bus en journée                       |
|  | ■ |  | Terminus Ouest - Parking Relais-Plaines Villes | 48° 30′ 52″ N, 2° 48′ 20″ O | Ploufragan | E                                                                                     | —                 | 1/2 bus en journée                       |
|  |   |  |                                                |                             |            |                                                                                       |                   |                                          |

Légende : ■ = terminus ; • = arrêts de bus ; O = pôles d'échanges. Couleurs : En fonction ; En travaux ou inexistant.
Date de dernière mise à jour : 27 juin 2025.

#### Aménagement des stations
Toutes les stations sont ou seront équipées de bornes d'information aux voyageurs (Sauf axe Lisbonne <> Cesson République). Des distributeurs automatiques de titres de transport seront installés sur les quais des stations (Sauf axe Lisbonne <> Cesson République), ce qui entraînera un gain de temps pour les voyageurs. Elles sont toutes accessibles aux personnes à mobilité réduite (PMR), y compris aux utilisateurs de fauteuil roulant.
Des rampes permettent à chaque station de faciliter l'accès aux quais qui sont hauts de 18 centimètres. Grâce à cette hauteur, on obtient une pente de la palette d’accès au bus d'environ 6 % pour les utilisateurs de fauteuils roulants (UFR). De plus, la largeur des quais permet de maintenir un espace minimum libre de tout obstacle d'environ 1,50 m. De plus, des bandes podotactiles sont installés sur le bord des quais, permettant aux malvoyants d'être alertés de la proximité du bord du quai.

## Exploitation
TEO devrait être exploité par la Société publique locale Baie d'Armor Transports, qui exploite le réseau TUB jusqu'au 31 décembre 2032.

### Le matériel
La ligne TEO sera exploitée avec dix bus Iveco Urbanway 18 GNV Mid-Hybrid, mis en service entre 2023 et 2025. Dans un premier temps achetés pour encaisser l'augmentation de la fréquentation des lignes A et B, ils seront cités plus tard comme destinés à la ligne TEO.
Les trois véhicules livrés en 2024 arboreront le nouveau design de la face avant des bus et du nouveau logo Iveco, les distinguant de ceux livrés en 2023. Les quatre véhicules livrés en 2025 embarqueront de nouveaux écrans TFT, les anciens n'étant plus disponible à l'achat.

### Priorité des bus aux carrefours à feux
Un système de priorité pour les bus aux carrefours à feux est installé aux carrefours situés le long de la ligne, ils sont installés progressivement au fil des aménagements de TEO mais les premiers ont été installés à Saint-Brieuc dès 2013 le long des lignes structurantes du réseau TUB. L'ensemble des bus du réseau sont équipés de la balise permettant l'activation de ce système.
Il s'agit d'un ensemble coordonné d’actions tendant à favoriser les véhicules de transport en commun par rapport aux véhicules particuliers dans le franchissement de carrefours à feux,. Il doit permettre d'améliorer la qualité de l’offre et, par conséquent, de rendre la ligne plus attractive et plus compétitive que les voitures particulières. Ainsi les usagers de la ligne peuvent apprécier la diminution du temps de parcours, l’amélioration de la régularité des dessertes et un confort accru induit par des décélérations et des accélérations moins fréquentes.

### Tarification et financement
La tarification de TEO devrait être identique à celle des lignes du réseau TUB qui sera en vigueur à son ouverture complète[réf. nécessaire].

### Trafic
TEO suit le tracé de la ligne A qui est utilisée quotidiennement par 6 000 à 6 500 personnes, soit 25 % de la fréquentation journalière du réseau. Le potentiel de fréquentation de TEO était estimé en 2006 à près de 10 000 voyageurs journaliers.

## Tourisme
TEO desservira, de l'est vers l'ouest, les lieux d'attraction suivant :
- le lycée Chaptal ;
- le Campus Mazier ;
- l'Église Saint-Guénolé ;
- la piscine Aquaval ;

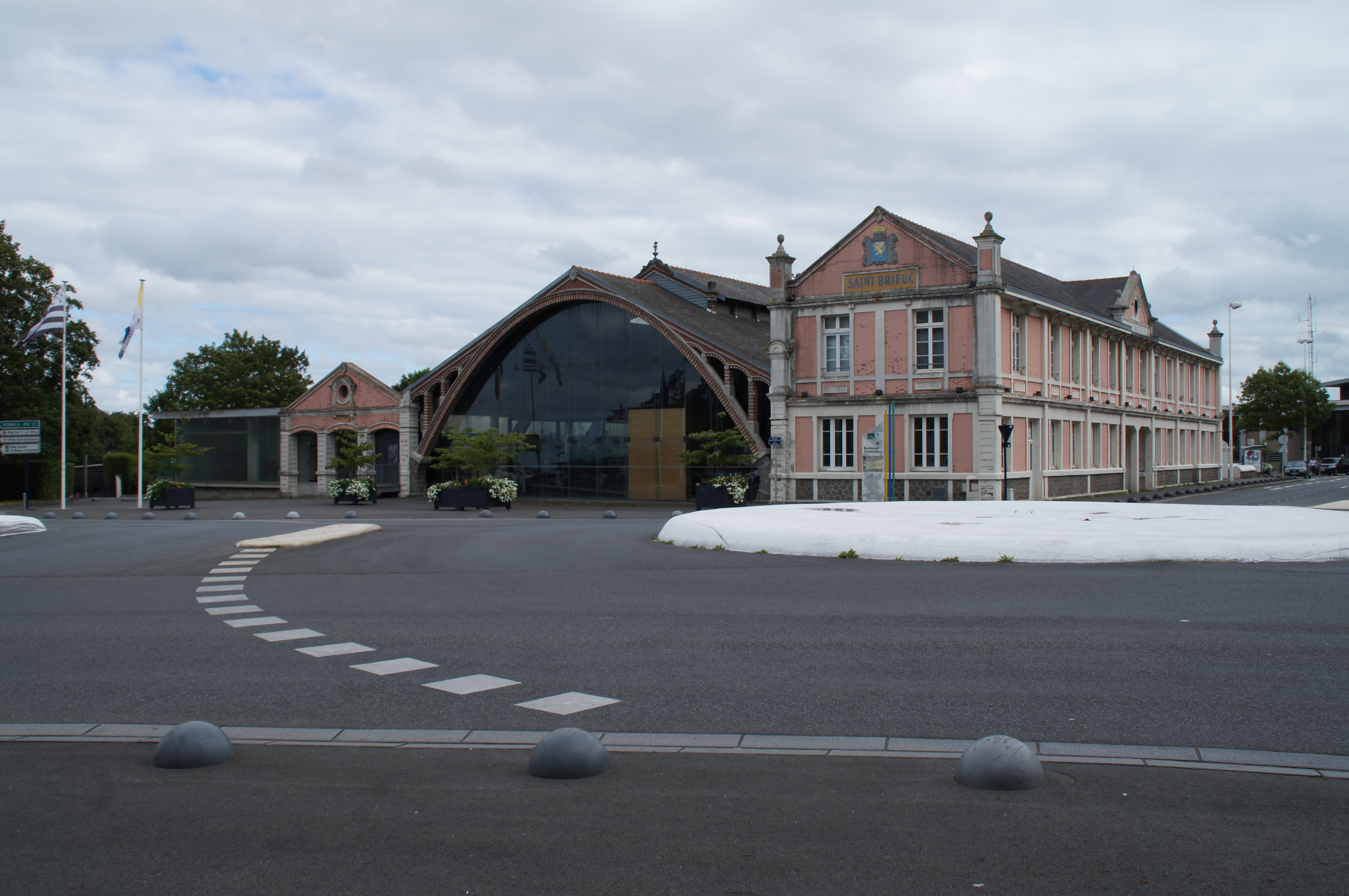
L'ancienne gare de Saint-Brieuc-Centrale, centre névralgique des chemins de fer des Côtes-du-Nord.

- l'ancienne gare de Saint-Brieuc-Centrale, classée monument historique ;
- le parc des Promenades ;
- le tribunal de grande instance ;
- le centre commercial Les Champs ;
- le centre gériatrique des Capucins ;
- le lycée Marie-Balavenne ;
- le complexe sportif Hélène Boucher ;
- le centre commercial Les Villages ;
- l'Église du Sacré-Cœur ;
- l'Aérodrome des Plaines-Villes.